# الجديدة (مأرب)

تعديل مصدري - تعديل

الجديدة هي مدينة يمنية تتبع محافظة مأرب، بلغ تعداد سكانها 2946 نسمة حسب الإحصاء الذي أجري عام 2004.